# Chapungathpi
Chapungathpi, nekadašnja banda Atfalati Indijanaca, porodica Kalapooian, naseljeni početkom 19. stoljeća na mjestu današnjeg Forest Grovea u okrugu Washington u Oregonu i uz bivše jezero Wapato Lake. Druga skupina koja je također živjela na mjestu današnje gForest Grovea, bili su Chachamewa.